# Philippe van den Venne d'Ophem en Montenaeken
Philippe Marie Jean-Baptiste van den Venne d'Ophem en Montenaeken (Mechelen, 1 januari 1770 - Brussel, 17 april 1842) was een Zuid-Nederlands edelman.

## Geschiedenis
Sinds de dertiende eeuw was er een weide, Vrijbroek genaamd, die was geschonken aan het gasthuis van Mechelen en geleid werd door een bestuur waarvan de hoofdman zeer vaak tot de notabele familie een Van den Venne behoorde:
- 1667-1676: Jan-Baptist van den Venne, gehuwd met Maria Huens.
- 1676-1682: Joos van der Hoeven.
- 1684-1706: Jan-Baptist-Jozef van den Venne (1671-1706), pensionaris.
- 1706-1722: Jan-Hendrik Huens, oud-communemeester.
- 1725-1735: Jan-Baptiste van den Venne (1690-1735)
- 1735-1754: Frans-Jozef-Constantijn de la Rue, heer van Hulplancke († 1754).
- 1755-1804: Jan-Baptist Jozef van den Venne (° 1729), schepen en burgemeester.

## Levensloop
Philippe was een zoon van Jean-Baptiste van den Venne (hierboven), licentiaat in de rechten, heer van Ophem en Montenaeken, burgemeester van Mechelen, en van Marie-Anne du Jardin, vrouwe van Terhaeghe. Hij woonde bij zijn ouders in het huis Tichelrij, dat zijn vader in 1757 grondig had doen verbouwen. 
Als licentiaat in de rechten werd hij rechter bij de rechtbank van eerste aanleg in Brussel.
Hoewel er geen spoor te vinden is van een verheffing in de adel onder het ancien régime ten gunste van een voorvader, werd hij in 1819 , onder het Verenigd Koninkrijk der Nederlanden, niet verheven maar wel erkend in de erfelijke adel. Hij werd tevens benoemd tot lid van de Ridderschap van de provincie Zuid-Brabant. In 1825 verkreeg hij de titel baron, overdraagbaar bij eerstgeboorte.
Hij trouwde in 1796 met Anne de Schooff (1774-1819), maar ze scheidden in 1807. Hij had geen kinderen en bij zijn dood stierf de familie uit.
De beeldhouwer Gilles-Lambert Godecharle maakte een borstbeeld van Van den Venne. Dit werk behoort tot de collecties van de Koninklijke Musea voor Schone Kunsten van België in Brussel.